# Leucauge tanikawai
Leucauge tanikawai este o specie de păianjeni din genul Leucauge, familia Tetragnathidae, descrisă de Zhu, Song și Zhang în anul 2003. Conform Catalogue of Life specia Leucauge tanikawai nu are subspecii cunoscute.